# Triết Mẫn Hoàng quý phi
Triết Mẫn Hoàng quý phi (chữ Hán: 哲憫皇貴妃; ? - 20 tháng 8, năm 1735), thuộc gia tộc Phú Sát thị, Chính Hoàng kỳ Bao y, là một phi tần của Thanh Cao Tông Càn Long Đế.

## Gia thế
Triết Mẫn Hoàng quý phi không rõ ngày, tháng, năm sinh, mang họ Phú Sát thị, tuy nhiên không hề liên quan gì đến hay thuộc dòng dõi của Hiếu Hiền Thuần Hoàng hậu như một số hiểu lầm. Theo Bát Kỳ Mãn Châu thị tộc tông phổ (八旗滿洲氏族通譜), tộc của Triết Mẫn Hoàng quý phi vốn cư trú ở Cát Ha Lý (噶哈里) và La Xá Lâm (羅舍林), còn tộc của Hiếu Hiền Thuần Hoàng hậu thế cư Sa Tế, một đại gia thế thuộc Mãn Châu Tương Hoàng kỳ, địa vị xã hội chênh lệch nhiều. Tổ tiên của Triết Mẫn Hoàng quý phi, gọi là Ni Nhã Đường Ngạc (尼雅唐鄂), ước khoảng đến đời cháu hoặc chắt được nhập Bát kỳ. Phụ thân của bà là Ông Quả Đồ (富察翁果圖), là cháu 7 đời của Ni Nhã Đường Ngạc, giữ chức Tá lĩnh (佐領), lại có Bộ quân giáo (步軍校), Bút thiếp thức (筆帖式) các vị trí, đều là quan viên trung cấp. Như vậy, Triết Mẫn Hoàng quý phi cũng được coi là con nhà quan lại.
Trong Khâm định Bát Kỳ thông chí (欽定八旗通志), gia tộc của Triết Mẫn Hoàng quý phi lại được ghi là Ông Quả Đồ nhậm Bao y Tá lĩnh (包衣佐領), trước đó từng nhậm Bao y đại (包衣大), nếu truy xét ra thì gia tộc xếp vào Chính Hoàng kỳ Bao y Quản lĩnh hạ nhân (正黃旗包衣的管領下人), thuộc người trong Tân giả khố. Có nhiều khả năng suy đoán, gia tộc Phú Sát thị được chia ra, một ở Đông Bắc và một ở Kinh Kỳ phân làm hai nhánh. Trong đó, nhánh ở Đông Bắc là Mãn Châu Chính Hoàng kỳ, nhậm chức Tá lĩnh, Phòng ngự, Hiệp lãnh có từ đời tổ tiên, còn Phú Sát thị ở Kinh Kỳ lại là Chính Hoàng kỳ Bao y, kỳ tịch có khác biệt đôi chút so với tộc Đông Bắc Phú Sát thị.

## Hoàng tứ tử thiếp
Với thân phận Chính Hoàng kỳ Bao y, tức thuộc Thượng tam kỳ Nội vụ phủ, Phú Sát thị trở thành hầu cận trong Hoàng thất, vì vậy có lẽ sau đó trở thành thiếp thất trong Vương phủ của Bảo Thân vương Hoằng Lịch, phân vị Cách cách. Bà là người đầu tiên vào phủ của Bảo Thân vương.
Vào năm Ung Chính thứ 5 (1727), ngày 18 tháng 7 (âm lịch), Bảo Thân vương lập Đích phi Phú Sát thị. Khi đó Cách cách Phú Sát thị đã mang thai, do vậy vào ngày 28 tháng 5 (tức ngày 5 tháng 7 dương lịch) năm sau (1728), bà hạ sinh Hoàng trưởng tử Vĩnh Hoàng. Đến năm Ung Chính thứ 9 (1731), tháng 4 (âm lịch), Phú Sát thị sinh người con thứ hai cho Tứ a ca Hoằng Lịch, là một công chúa nhưng đến tháng 12 (âm lịch) cùng năm thì chết yểu.
Vào năm Ung Chính thứ 12 (1734), Ung Chính Đế ban Cao thị và Na Lạp thị trở thành Trắc Phúc tấn của Bảo Thân vương.
Theo lệ của cung đình Mãn Thanh, Hoàng tử chỉ có 2 Trắc Phúc tấn theo cách là được chỉ định trong Bát kỳ Tuyển tú, hoặc là hầu nữ sinh được con cái cũng có thể thỉnh phong. Na Lạp thị xuất thân Tương Lam kỳ, được chỉ định trong Bát kỳ Tuyển tú, còn Cao thị đã vào phủ làm hầu nữ cho Hoằng Lịch (có lẽ cùng thời điểm với Phú Sát thị), nhưng Cao thị luôn không có thai mà vẫn được ban làm Trắc Phúc tấn, trong khi Phú Sát thị sinh hạ con trai cả lại không được như vậy.
Theo chỉ dụ khi Hoằng Lịch đăng cơ: ["Chỉ có Cách cách sinh được con mới có tư cách thỉnh phong làm Trắc Phúc tấn"], đã dẫn đến suy đoán trong thời gian Ung Chính Đế còn tại vị, Hoằng Lịch đã từng thỉnh phong một Cách cách đã sinh hạ con trai nhưng lại bị Ung Chính Đế từ chối, và Phú Sát thị là người có khả năng nhất. Về nguyên nhân này, theo nhiều suy đoán cùng biểu hiện cho thấy Ung Chính Đế đang trọng dụng Cao Bân, cha của Cao thị, nên ngoài việc để lại chức Trắc Phúc tấn cho Cao thị, thì chỉ định Na Lạp thị thay thế để Phú Sát thị không thể trở thành Trắc Phúc tấn được nữa. Xét tỉ mỉ mà nói, cả Phú Sát thị và Cao thị đều là Bao y, mà Phú Sát thị vốn là người Mãn, nếu Phú Sát thị trở thành Trắc Phúc tấn thì địa vị sẽ vượt qua Cao thị - người đang được Ung Chính Đế coi trọng.

## Truy tặng
Năm Ung Chính thứ 13 (1735), ngày 3 tháng 7 (âm lịch), Cách cách Phú Sát thị qua đời. Một tháng sau Bảo thân vương Hoằng Lịch đăng cơ, sử gọi là [Càn Long Đế].
Năm Càn Long nguyên niên (1736), vào tháng 10, Càn Long Đế truy phong Cách cách Phú Sát thị thụy hiệu Triết phi (哲妃). Lúc này hậu cung chưa công bố danh phận, việc lập Đích phi Phú Sát thị làm Hoàng hậu, hay phong các phi tần khác của Càn Long Đế đều diễn ra vào năm Càn Long thứ 2 (1737). Căn cứ theo Thượng dụ đương thì Triết phi Phú Sát thị được truy tặng tước hiệu còn trước cả các phi tần khác. Điều này thể hiện vị thế rất đặc biệt của Triết phi đối với Càn Long Đế.
Năm Càn Long thứ 10 (1745), ngày 23 tháng 1 (âm lịch), Càn Long Đế ra chỉ dụ phong Quý phi Cao thị làm Hoàng quý phi. Sang ngày 24 tháng 1 (âm lịch), một ngày trước khi Hoàng quý phi Cao thị qua đời (tức ngày 25 tháng 1), Hoàng đế hạ chỉ truy phong Triết phi Phú Sát thị cùng vị Hoàng quý phi. Sang ngày 26 tháng 1, sau khi Hoàng quý phi Cao thị vừa mất, Càn Long Đế chính thức viết thụy hiệu cho Hoàng quý phi Phú Sát thị là Triết Mẫn Hoàng quý phi (哲憫皇貴妃), tháng 4 năm đó khiển quan làm lễ sách thụy, tế cáo Thái Miếu và Phụng Tiên điện. Theo Hồng xưng thông dụng (鴻稱通用), thụy hiệu "Triết" có Mãn văn là 「Getuken」, ý là "can tịnh", "rõ ràng", có liên hệ với 「Ulhisu」nghĩa là "thông minh". Về sau, lại gia thêm "Mẫn", Mãn văn là「Hairacuka」, nghĩa là "đáng tiếc".
Năm Càn Long thứ 17 (1752), ngày 27 tháng 10, Triết Mẫn Hoàng quý phi được an táng vào địa cung Dụ lăng tại Thanh Đông lăng, Bắc Kinh. Bà là một trong 5 vị hậu phi được cùng an táng ở địa cung của Dụ lăng với Càn Long Đế, bên cạnh Hiếu Hiền Thuần Hoàng hậu, Hiếu Nghi Thuần Hoàng hậu, Tuệ Hiền Hoàng quý phi cùng Thục Gia Hoàng quý phi. Thần vị của bà được thờ trong Long Ân điện (隆恩殿), thuộc phía Tây Noãn các, phía Đông của thần vị Tuệ Hiền Hoàng quý phi, còn phía Tây là Thục Gia Hoàng quý phi.

## Hậu duệ
- Vĩnh Hoàng (永璜) (5 tháng 7, 1728 - 21 tháng 4, 1750) sinh năm Ung Chính thứ 6, mất năm Càn Long thứ 15. được truy phong làm Định An Thân vương.
- Hoàng nhị nữ (皇二女) (1731) chết yểu.